# Om Shanti Om
Om Shanti Om (Hindi: ऊँ शान्ति ऊँ, Urdu: اوم شانتی اوم) è un film di Bollywood del 2007, diretto da Farah Khan, con Shah Rukh Khan. Per la prima volta sullo schermo appare, subito con un ruolo da protagonista, Deepika Padukone.
Uno dei temi trattati è quello della reincarnazione. Il titolo si riferisce al nome dei due personaggi principali e a quello della pellicola che deve essere girata nella finzione cinematografica. Il film è caratteristico anche per il grande numero di famose star indiane che compaiono durante una canzone, da Preity Zinta e Rekha a Saif Ali Khan e Salman Khan.
La regista fa un breve cameo nella parte di una spettatrice all'inizio del film.

## Trama
Nel 1977, Om Prakash Makhija è un ragazzo di paese che prova a diventare una star del cinema facendo la gavetta in ruoli minori. Vive con la madre e ha un grande amico, Pappu. 
Un giorno arriva in paese Rajesh Kapoor, famoso produttore, per presentare un suo film, dal titolo "Dreamy girl". Om ha una cotta per la famosa attrice protagonista, Shanti. La sera stessa la famosa star arriva, Om riesce ad incontrarla per un breve momento sul red carpet, (Mein Aankhoon Teri) e Om e Pappu riescono a farsi assumere come comparse in un nuovo film con Shanti.
Durante le riprese qualcosa però va storto e Shanti rischia di perdere la vita in un incendio: Om è l'unico ad avere il coraggio di lanciarsi in mezzo al fuoco e a salvarla. Pappu, per facilitare un avvicinamento tra i due, dice alla ragazza che Om è una star locale affermata; l'indomani i due amici, per impressionarla, inscenano il set di  un finto film in cui Om sarebbe l'attore principale, dove Om e Shanti condividono una piacevole serata (Mein Agar Kahoon).
Alla fine Om, non potendo più andare avanti con le menzogne, le dice la verità, ma l'attrice non se la prende. Quando tornano a lavorare sul set, durante una pausa, Om scopre che Shanti è già sposata col regista, Mukesh Mehra, il quale vuole mantenere segreto il loro matrimonio per lucrare sull'immagine di Shanti come ragazza dei sogni di tutti. Om assiste a una discussione tra i due, durante il quale Mukesh promette a Shanti che renderanno pubblico il loro legame dopo aver completato il prossimo film, "Om Shanti Om". Lei rivela però al marito che non sarà possibile attendere, perché è incinta. 
Mukesh, conduce Shanti a vedere il set in allestimento del film. Om decide di seguirli. Con grande sorpresa da parte di Shanti, Mukesh dice che bisognerà che il set venga smontato, perché lei non può recitare a causa della gravidanza; prima però ci sarà una festa per il loro matrimonio. Om, sentito questo, decide di andarsene. 
Mentre Om si allontana, Mukesh cambia tono e rivela il vero motivo per cui ha condotto lì Shanti: dare fuoco al set con lei dentro. L'uomo incendia le scenografie e fugge, chiudendo la porta di metallo su una terrorizzata Shanti. 
Om vede tutto, torna indietro e tenta di salvare Shanti, ma viene fermato e picchiato dagli uomini di Mukesh. Mentre lotta nel tentativo di aprire la porta di metallo, questa esplode scagliandolo sulla strada, dove l'auto di Rajesh Kapoor lo investe accidentalmente, uccidendolo. Nello stesso istante la moglie del produttore sta dando alla luce il loro bambino: Om Prakash si reincarna in lui, diventando Om Kapoor.
Trent'anni dopo, il giovane rampollo è viziato e spocchioso, vive una vita di lusso e agi e ha strada spianata verso una carriera da star del cinema. (Dard-e-disco). Durante le riprese di una scena, vede il fuoco e si spaventa: soffre infatti di pirofobia. L'ormai anziana madre di Om vede l'attore durante la presentazione di un film ed è convinta che si tratti di suo figlio. Anche Pappu, vedendolo in tv durante la premiazione dei Filmfare Awards, lo riconosce.  I tre rientrano in contatto, anche Om li riconosce e recupera la memoria della sua vita precedente.
Mukesh, che non è mai stato scoperto per l'assassinio di Shanti, ora si divide tra l'India e gli Stati Uniti e si fa chiamare Mike, vuole fare un film con Om. Questi vede l'opportunità per punirlo e vendicare Shanti: accetta di lavorare con lui a patto che si faccia Om Shanti Om, progetto nel frattempo mai realizzato. Mukesh, dovendo tornare in America, delega a Om buona parte della realizzazione del film per la fiducia che ha nei confronti di suo padre.
Facendosi assistere solo da Pappu, Om seleziona per il ruolo che all'epoca avrebbe dovuto essere di Shanti due ragazze diverse: una dovrà recitare nel film vero e proprio, mentre l'altra dovrà essere il più possibile somigliante alla vera Shanti e aiutarlo segretamente a rovinare Mukesh.
Proprio quando Om sta per perdere le speranze di trovare la ragazza giusta e sta per chiudere il teatro, arriva in ritardo Sandi, goffa, maldestramente infatuata di Om e perfettamente identica a Shanti.
Sandi, Pappu e Om realizzano segretamente un montaggio alternativo del film da mostrare solo a Mukesh, inserendo fotogrammi dove compare la sosia di Shanti, allo scopo di risvegliare i rimorsi di Mukesh e portarlo alla pazzia. 
Durante l'esclusivo evento mondano in cui "Om Shanti Om" viene presentato in anteprima, Om si esibisce davanti a Mukesh e alla crema di Bollywood (Deewangi Deewangi) con un numero musicale che racconta la trama del film che ha realizzato (Dastan-e Om Shanti Om): le similitudini con la vera vicenda di Shanti, Om Prakash, Mukesh e il matrimonio segreto sono troppe perché Mukesh, terrorizzato di essere stato scoperto, possa liquidarle come coincidenze. Per aumentare la sua angoscia dandogli l'illusione che lo spirito di Shanti lo stia perseguitando, Sandi si mescola alle ballerine mascherate e si fa intravedere da Mukesh, ma si tradisce ferendosi un braccio.
Nel frattempo il grande lampadario del teatro comincia a dondolare, seminando il panico e facendo fuggire tutti gli astanti.
Restano ad affrontarsi Om e Mukesh, furioso, terrorizzato e deciso a seppellire la verità una volta per tutte.
Proprio quando Om e Mukesh stanno per uccidersi a vicenda, il lampadario si stacca e cade addosso a Mukesh, uccidendolo. Om intravede quella che crede essere Sandi allontanarsi, ma si accorge poco dopo che Sandi era già altrove: si rende conto così che lo spirito di Shanti è realmente venuto a vendicarsi e ad aiutarlo. 

## Uscite internazionali
- Uscita in  Belgio: 7 novembre 2007
- Uscita in  India: 9 novembre 2007
- Uscita nel  Regno Unito: 9 novembre 2007
- Uscita negli  USA: 9 novembre 2007
- Uscita nei  Paesi Bassi: 9 novembre 2007
- Uscita in  Germania: 8 febbraio 2008 (Festival di Berlino)
- Uscita in  Germania: 6 marzo 2008

## Musiche
Nel film sono presenti sette canzoni, di seguito indicate nell'ordine in cui compaiono:
- Ajab Si
- Dhoom Taana
- Main Agar Kahoon
- Jag Soona Soona Lage
- Dard-E-Disco
- Deewangi Deewangi
- Daastaan-E-Om Shanti Om

La prima è all'arrivo di Shanti e rimane impressa per la scena in cui Shah Rukh Khan viene trascinato per il polso dal vestito di Deepika Padukone, senza che lei se ne accorga.
La seconda è quella cantata all'interno del film proiettato al cinema e che fa ballare tutti i presenti, Om e Pappu in testa.
Main Agar Kahoon è cantata in uno dei momenti più romantici del film, poco dopo che lei gli dà il regalo.
Dard-E-Disco è una canzone corale, durante la quale si sviluppa del fuoco nel set.
Deewangi Deewangi è la canzone più famosa del film, con la comparsa speciale di trentuno star.
Daastan-E-Om Shanti Om è cantata subito dopo che Mike si rende conto dei falsi montaggi, poco prima del culmine della storia. Nella sua recensione su "Planet Bollywood", il critico musicale Aakash Gandhi dà alla colonna sonora 8.5 stelle su 10 dicendo: "Non solo i Vishal-Shekhar hanno dato prova di se stessi in termini di ingegnosità e qualità musicale, ma ci hanno mostrato la fiducia, l'equilibrio e la capacità di raccogliere la sfida e di fare un colpaccio quando sono chiamati a farlo", dedica infine una "standing ovation" virtuale proprio ai due compositori.

## Comparse speciali
Durante la canzone Deewangi Deewangi ci sono trentuno comparse speciali (eccetto il cast principale) da parte di famose stelle di Bollywood. Ognuno, chiaramente, interpreta se stesso. Di seguito sono elencati i loro nomi in ordine alfabetico:
- Aftab Shivdasani
- Amrita Arora
- Arbaaz Khan
- Bobby Deol
- Dharmendra
- Dino Morea
- Govinda
- Jeetendra
- Juhi Chawla
- Kajol
- Karisma Kapoor
- Lara Dutta
- Malaika Arora
- Mithun Chakraborty
- Preity Zinta
- Priyanka Chopra
- Rani Mukerji
- Rekha
- Ritesh Deshmukh
- Saif Ali Khan
- Salman Khan
- Sanjay Dutt
- Shabana Azmi
- Shilpa Shetty
- Sunil Shetty
- Tabu
- Tusshar Kapoor
- Urmila Matondkar
- Vidya Balan
- Zayed Khan

Inoltre vi sono altre comparse speciali, la maggior parte delle quali avvengono poco prima della canzone, nelle scene corali dell'assegnazione dei Filmfare Awards.
- Abhishek Bachchan... nella parte di sé stesso
- Akshay Kumar... nella parte di sé stesso
- Amisha Patel... nella parte di una delle due eroine a fianco di Om Kapoor ai Filmfare Awards
- Amitabh Bachchan... nella parte di sé stesso
- Bappi Lahiri... nella parte di sé stesso
- Bipasha Basu... nella parte di sé stessa
- Chunky Pandey... nella parte di sé stesso
- Diya Mirza... nella parte di una delle due eroine a fianco di Om Kapoor ai Filmfare Awards
- Farah Khan... nella parte di una spettatrice all'inizio del film
- Feroz Khan... nella parte di sé stesso
- Gauri Khan... nella parte di sé stessa
- Govinda... nella parte di sé stesso
- Hrithik Roshan... nella parte di sé stesso
- Karan Johar... nella parte di sé stesso
- Koena Mitra... nella parte di sé stessa
- Mayur Puri... nella parte del direttore del Dard-e-Disco
- Rakesh Roshan... nella parte di sé stesso
- Rishi Kapoor... nella parte di sé stesso
- Shabana Azmi... nella parte di sé stessa
- Subhash Ghai... nella parte di sé stesso
- Vishal Dadlani... nella parte di sé stesso

## Collegamenti ad altre pellicole
Il film, data la trama e l'elevato numero di star presenti, ha moltissimi riferimenti al cinema di Bollywood:
- Sempre durante la cerimonia degli Oscar indiani, Om Kapoor riceve una nomination come migliore attore protagonista per due film contemporaneamente, uno dei quali si intitola Main Bhi Hoon, con chiara allusione al primo film della regista Main Hoon Na.
- Inoltre, durante la prima visione al cinema del film Dreamy Girl, è presente un evidente riferimento alle pellicole, di stampo prevalentemente patriottico, con Manoj Kumar e al suo caratteristico gesto di coprirsi il viso con le mani.
- Il titolo del film proiettato al cinema, Dreamy Girl, richiama esplicitamente l'appellativo con cui è nota la famosa attrice degli anni settanta Hema Malini.
- Le scene dell'incendio durante le riprese del film che stava girando Shanti, con il pronto intervento da parte di Om, fanno pensare al famoso evento avvenuto mentre si girava Madre India nel 1957: Sunil Dutt, infatti, salvò Nargis intrappolata nelle fiamme sviluppatesi nel set. Anche a causa di questo incidente a lieto fine, i due attori, dopo essersi conosciuti meglio, si sposarono l'anno dopo .